# Liam Shaw
Liam Darren Shaw (* 12. März 2001 in Sheffield) ist ein englischer Fußballspieler.

## Karriere
Liam Shaw begann seine Karriere in Handsworth, einem Vorort von Sheffield. Als Achtjähriger kam er 2009 in die Jugend von Sheffield Wednesday, dort spielte er bis 2018 im Jugendbereich. Im Dezember 2018 unterschrieb er seinen ersten Vertrag als Profi in Sheffield, der bis 2021 lief. Ab November 2019 wurde Shaw für einen Monat an den englischen Fünftligisten FC Chesterfield verliehen, für den er vier Ligaspiele bestritt. Nach seiner Rückkehr debütierte er 19-jährig im Juli 2020 bei einem 3:0-Auswärtssieg gegen die Queens Park Rangers in der EFL Championship, als er in der zweiten Halbzeit eingewechselt wurde. Elf Tage später erfolgte sein Startelfdebüt im Trikot von „Wednesday“ am letzten Spieltag der Saison 2019/20 gegen den FC Middlesbrough. Während der Saison 2020/21 wurde er immer häufiger in der ersten Mannschaft eingesetzt, für die er am 29. Dezember 2020 gegen Middlesbrough sein erstes Profitor erzielte. Mit Sheffield war er über die gesamte Spielzeit 2020/21 in akuter Abstiegsgefahr, auch aufgrund eines Abzugs von sechs Punkten. Als Tabellenletzter stieg der Verein 2021 nach zehn Jahren aus der 2. Liga ab.
Mitte März 2021 unterschrieb Shaw einen Vertrag zur neuen Saison 2021/22 beim schottischen Erstligisten Celtic Glasgow. Der schottische Verein zahlte eine Ablösesumme von 300.000 £.
Mitte Januar 2022 wurde er für den Rest der Saison an den Ligakonkurrenten FC Motherwell ausgeliehen. Bis zu diesem Zeitpunkt war er bei Glasgow bei einem von 20 möglichen Ligaspielen und einem Spiel in der Europa League eingesetzt wurden. Für Motherwell kam er zu sieben Einsätzen in 18 möglichen Ligaspielen sowie bei einem Pokalspiel.
Zunächst gehörte er in der Saison 2022/23 wieder zum Kader von Celtic, wurde dort aber nicht eingesetzt. Anfang September 2022 wurde er für den Rest der Saison an den FC Morecambe in der EFL League One, der dritthöchsten englischen Liga ausgeliehen. Hier kam er mit 34 von 40 möglichen Ligaspielen, in denen er zwei Tore schoss, öfters zum Einsatz. Dazu kam je ein Spiel im Pokal und Ligapokal sowie drei in der EFL Trophy, einem tieferen Pokalwettbewerb.
Auch in der nächsten Saison wurde er, ohne eine Spiel für Celtic bestritten zu haben, ausgeliehen, diesmal Mitte Juli 2023 an Wigan Athletic, der zu dieser Saison in die EFL League One aufgestiegen war. Shaw wurde bei 20 von 46 möglichen Ligaspielen sowie je drei Spielen im Pokal und um die EFL Trophy eingesetzt.
Nach Ablauf seines Vertrages bei Celtic war er in der neuen Saison 2024/25 zunächst ohne Verein, bevor er Anfang Oktober 2024 einen Vertrag bei Fleetwood Town in der EFL League Two, der vierthöchsten englischen Liga für den Rest der Saison unterschrieb. Nachdem er bei den ersten vier möglichen Ligaspielen gefehlt hatte, bestritt er alle folgenden elf sowie ein Pokalspiel und zwei Spiele um die EFL Trophy.
Anfang Januar 2025 wechselte er zu Northampton Town eine Liga höher in die EFL League One. Shaw kam bei acht von 22 möglichen Ligaspielen, in denen er zwei Tore schoss, zum Einsatz. Ab Anfang März 2025 fehlte er bis zum Saisonende infolge einer Kreuzbandverletzung.